# جایزه گلدن گلوب سیسیل بی. دمیل
جایزه گلدن گلوب سیسیل بی دمیل (انگلیسی: Golden Globe Cecil B. DeMille Award) یک نوع جایزه افتخاری گلدن گلوب محسوب می‌شود که توسط انجمن مطبوعات خارجی هالیوود، به کسانی که کمک‌های برجسته ای در دنیای سرگرمی‌کرده‌اند، اهدا می‌شود. این انجمن، برندگان را از میان بازیگران، کارگردانان، نویسندگان و تهیه‌کنندگانی که اقدام قابل توجهی در صنعت فیلم انجام داده‌اند، انتخاب می‌کند. این جایزه برای اولین بار در نهمین مراسم گلدن گلوب در فوریه ۱۹۵۲ ارائه شد و به افتخار کارگردان سیسیل بی. دمیل، اولین گیرنده آن، به این نام نامگذاری شد؛ که انجمن به دلیل اعتبار او در این صنعت و نام قابل احترامش، او را انتخاب کرد. یک سال بعد در ۱۹۵۳، جایزه به والت دیزنی اعطا شد.
این جایزه از سال ۱۹۵۲ به‌طور سالانه ارائه می‌شود، بجز در سال‌های ۱۹۷۶ و ۲۰۰۸ که جزو استثنائات بود؛ دومی به دلیل اعتصاب ۲۰۰۷–۲۰۰۸ نویسندگان آمریکایی در آن سال بود که منجر به لغو مراسم شد. جایزه آن سال قرار بود که به استیون اسپیلبرگ داده شود ولی با لغو شدن مراسم، جایزه در سال بعد به او اهدا شد. جوانترین فردی که مفتخر با این جایزه شد، بازیگر زن جودی گارلند در سن ۳۹ سالگی در سال ۱۹۶۲بود. گارلند همچنین اولین زنی بود که این افتخار نصیبش شد. پیرترین فرد در برندگان، تهیه‌کننده ساموئل گلدوین بود در سن ۹۳ سالگی در سال ۱۹۷۳. در سال ۱۹۸۲، سیدنی پوآتیه تبدیل به اولین فرد آفریقایی-آمریکایی شد که این افتخار نصیبش می‌شود. در سال ۲۰۱۸، اپرا وینفری به اولین زن آفریقایی-آمریکایی تبدیل شد که این جایزه را دریافت می‌کند. تا سال ۲۰۲۳، ۶۹ نفر جایزه سیسیل بی دمیل را دریافت کرده‌اند که شامل ۱۶ زن و ۵۳ مرد است.

## فهرست برگزیدگان
| سال  | تصویر                                          | نام دریافت کننده  | ملیت                | توضیحات | م.    |
| ---- | ---------------------------------------------- | ----------------- | ------------------- | --- | ----- |
| ۱۹۵۲ | Cecil B. DeMille circa 1920                    | سیسیل بی. دمیل    | ایالات متحده آمریکا | "یک فرد پیشگام در هالیوود، او فیلم‌هایی هم چون ده فرمان (۱۹۲۳)، شاهنشاه (۱۹۲۷)، بزرگترین نمایش روی زمین (۱۹۵۲) و ده فرمان (۱۹۵۶) را تهیه و کارگردانی کرده‌است." |       |
| ۱۹۵۳ | Walt Disney in 1946                            | والت دیزنی        | ایالات متحده آمریکا | "در سال ۱۹۲۸، او با ساخت کشتی بخار ویلی، میکی ماوس را معرفی کرد، و از آن به بعد برای پادشاه سرگرمی خانواده در آمریکا توقفی وجود نداشت." |       |
| ۱۹۵۴ | Darryl F. Zanuck in 1964                       | داریل اف. زانوک   | ایالات متحده آمریکا | "بازیگر خردسال در ۸ سالگی، سرباز جنگ جهانی اول در ۱۵ سالگی (در مورد سنش دروغ گفت)، بوکسور در رده خروس وزن، فیلمنامه نویس، تهیه کننده و کارآفرین استودیو فاکس قرن بیستم." |       |
| ۱۹۵۵ | –                                              | ژان هرشولت        | دانمارک             | "یک دانمارکی که در سال ۱۹۱۴، در زمانی که ۲۸ سال سن داشت به هالیوود آمد و تبدیل به بازیگر نقش اول شد و همچنین برای کارهای بشر دوستانه اش شناخته می‌شود." |       |
| ۱۹۵۶ | Jack Warner in 1955                            | جک وارنر          | کانادا              | "جوان‌ترین فرد از دوازده فرزند مهاجران یهودی از لهستان، کسی که همراه با سه برادرش شرکت برادران وارنر را ایجاد کردند که تا سال ۱۹۶۷ با قدرت آن را پیش برد." |       |
| ۱۹۵۷ | _                                              | مروین لیروی       | ایالات متحده آمریکا | "بازیگر خردسال و پسر روزنامه فروش که در ۱۹۱۹ کارش را شروع کرد و به یک تهیه کننده/کارگردان عالی تبدیل شد." |       |
| ۱۹۵۸ | –                                              | بادی آدلر         | ایالات متحده آمریکا | |       |
| ۱۹۵۹ | Publicity photo of Maurice Chevalier           | موریس شوالیه      | فرانسه              | "مرد محبوب فرانسوی در سال ۱۹۲۹ به هالیوود آمد اما در ۱۹۳۵ برای ورود مجدد به خاطر دیدگاه‌های سیاسی اش منع شد. با این وجود در ۱۹۵۹ او برگشت." |       |
| ۱۹۶۰ | Bing Crosby in 1951                            | بینگ کرازبی       | ایالات متحده آمریکا | |       |
| ۱۹۶۱ | Fred Astaire in You'll Never Get Rich (1941)   | فرد آستر          | ایالات متحده آمریکا | |       |
| ۱۹۶۲ | Judy Garland in 1954                           | جودی گارلند       | ایالات متحده آمریکا | |       |
| ۱۹۶۳ | Bob Hope in 1978                               | باب هوپ           | ایالات متحده آمریکا | |       |
| ۱۹۶۴ | Joseph Levine                                  | جوزف ئی. لوین     | ایالات متحده آمریکا | |       |
| ۱۹۶۵ | James Stewart in 1948                          | جیمز استوارت      | ایالات متحده آمریکا | |       |
| ۱۹۶۶ | John Wayne in 1965                             | جان وین           | ایالات متحده آمریکا | |       |
| ۱۹۶۷ | Charlton Heston in The President's Lady (1953) | چارلتون هستون     | ایالات متحده آمریکا | |       |
| ۱۹۶۸ | Kirk Douglas circa 1955                        | کرک داگلاس        | ایالات متحده آمریکا | |       |
| ۱۹۶۹ | Gregory Peck in 1948                           | گریگوری پک        | ایالات متحده آمریکا | |       |
| ۱۹۷۰ | Joan Crawford in 1936                          | جوآن کراوفورد     | ایالات متحده آمریکا | |       |
| ۱۹۷۱ | Frank Sinatra in Pal Joey (1957)               | فرانک سیناترا     | ایالات متحده آمریکا | |       |
| ۱۹۷۲ | Alfred Hitchcock by Jack Mitchell, circa 1972  | آلفرد هیچکاک      | بریتانیا            | |       |
| ۱۹۷۳ | Samuel Goldwyn in 1919                         | ساموئل گلدوین     | لهستان              | |       |
| ۱۹۷۴ | Bette Davis in 1933                            | بت دیویس          | ایالات متحده آمریکا | |       |
| ۱۹۷۵ |                                                | هال بی. والیس     | ایالات متحده آمریکا | |       |
| ۱۹۷۶ | اهدا نشده‌است.                                  | اهدا نشده‌است.     | اهدا نشده‌است.       | اهدا نشده‌است. |       |
| ۱۹۷۷ | –                                              | والتر میریش       | ایالات متحده آمریکا | |       |
| ۱۹۷۸ | Red Skelton in 1960                            | رد اسکلتون        | ایالات متحده آمریکا | |       |
| ۱۹۷۹ | Lucille Ball in 1944                           | لوسیل بال         | ایالات متحده آمریکا | |       |
| ۱۹۸۰ | Henry Fonda as Mister Roberts (1948)           | هنری فوندا        | ایالات متحده آمریکا | |       |
| ۱۹۸۱ | Gene Kelly in 1943                             | جین کلی           | ایالات متحده آمریکا | |       |
| ۱۹۸۲ | Sidney Poitier in 2013                         | سیدنی پوآتیه      | باهاما              | |       |
| ۱۹۸۳ | Laurence Olivier in 1973                       | لارنس الیویه      | بریتانیا            | |       |
| ۱۹۸۴ | Paul Newman in 1963                            | پل نیومن          | ایالات متحده آمریکا | |       |
| ۱۹۸۵ | Elizabeth Taylor in 1956                       | الیزابت تیلور     | بریتانیا            | |       |
| ۱۹۸۶ | Barbara Stanwyck in 1943                       | باربارا استانویک  | ایالات متحده آمریکا | |       |
| ۱۹۸۷ | Anthony Quinn in 1988 (photo by Alan Light)    | آنتونی کوئین      | مکزیک               | |       |
| ۱۹۸۸ | Clint Eastwood in 2010                         | کلینت ایستوود     | ایالات متحده آمریکا | |       |
| ۱۹۸۹ | Doris Day in Midnight Lace (1960)              | دوریس دی          | ایالات متحده آمریکا | |       |
| ۱۹۹۰ | Audrey Hepburn in 1956                         | آدری هپبرن        | بریتانیا            | |       |
| ۱۹۹۱ | Jack Lemmon in 1968                            | جک لمون           | ایالات متحده آمریکا | |       |
| ۱۹۹۲ | Robert Mitchum in 1949                         | رابرت میچام       | ایالات متحده آمریکا | |       |
| ۱۹۹۳ | Lauren Bacall in 1945                          | لورن باکال        | ایالات متحده آمریکا | |       |
| ۱۹۹۴ | Robert Redford in 2012                         | رابرت ردفورد      | ایالات متحده آمریکا | |       |
| ۱۹۹۵ | Sophia Loren in 1955                           | سوفیا لورن        | ایتالیا             | |       |
| ۱۹۹۶ | Sean Connery in 2008                           | شان کانری         | بریتانیا            | |       |
| ۱۹۹۷ | Dustin Hoffman in 2013                         | داستین هافمن      | ایالات متحده آمریکا | |       |
| ۱۹۹۸ | Shirley MacLaine in 1976                       | شرلی مک‌لین        | ایالات متحده آمریکا | |       |
| ۱۹۹۹ | Jack Nicholson in 2002                         | جک نیکلسون        | ایالات متحده آمریکا | "یک اسطوره زنده که به خودی خود فکر نمی‌کند، یک سوپراستار پایدار باشد چون که واقعاً یک بازیگر فوق العاده ای است." |       |
| ۲۰۰۰ | Barbara Streisand in 1966                      | باربارا استرایسند | ایالات متحده آمریکا | |       |
| ۲۰۰۱ | Al Pacino in 2004                              | آل پاچینو         | ایالات متحده آمریکا | |       |
| ۲۰۰۲ | Harrison Ford in 2008                          | هریسون فورد       | ایالات متحده آمریکا | |       |
| ۲۰۰۳ | Gene Hackman in 1972                           | جین هکمن          | ایالات متحده آمریکا | |       |
| ۲۰۰۴ | Michael Douglas in 2013                        | مایکل داگلاس      | ایالات متحده آمریکا | |       |
| ۲۰۰۵ | Robin Williams in 2011                         | رابین ویلیامز     | ایالات متحده آمریکا | |       |
| ۲۰۰۶ | Anthony Hopkins in 2009                        | آنتونی هاپکینز    | بریتانیا            | "کارکتر و شخصیت‌هایی را که از خود به نمایش گذاشته‌است، شخصیت پرانرژی و انفجاریش بر روی صحنه و فن بیان برجسته اش را پنهان می‌کند." |       |
| ۲۰۰۷ |                                                | وارن بیتی         | ایالات متحده آمریکا | |       |
| ۲۰۰۸ | اهدا نشده‌است.                                  | اهدا نشده‌است.     | اهدا نشده‌است.       | اهدا نشده‌است. |       |
| ۲۰۰۹ | Steven Spielberg in 2017                       | استیون اسپیلبرگ   | ایالات متحده آمریکا | |       |
| ۲۰۱۰ | Martin Scorsese in 2010                        | مارتین اسکورسیزی  | ایالات متحده آمریکا | |       |
| ۲۰۱۱ | Robert De Niro in 2011                         | رابرت دنیرو       | ایالات متحده آمریکا | |       |
| ۲۰۱۲ | Morgan Freeman in 2016                         | مورگان فریمن      | ایالات متحده آمریکا | |       |
| ۲۰۱۳ | Jodie Foster in 2011                           | جودی فاستر        | ایالات متحده آمریکا | |       |
| ۲۰۱۴ | Woody Allen in 2015                            | وودی آلن          | ایالات متحده آمریکا | |       |
| ۲۰۱۵ | George Clooney in 2016                         | جرج کلونی         | ایالات متحده آمریکا | "بازیگر، نویسنده، کارگردان، تهیه‌کننده، و فعال در زمینه‌های بشردوستانه؛ ۱۰ بار نامزد دریافت جایزه گلدن گلوب بوده و ۳ بار موفق به کسب آن شده‌است. برای بازی در ای‌برادر کجایی؟ (بهترین بازیگر مرد فیلم موزیکال یا کمدی)، سیریانا (بهترین بازیگر نقش مکمل مرد)، زادگان (بهترین بازیگر مرد فیلم درام)." |       |
| ۲۰۱۶ | Denzel Washington in 2000                      | دنزل واشینگتن     | ایالات متحده آمریکا | "دستاورد‌های دنزل واشینگتن به‌عنوان بازیگر و فیلمساز، به او هفت مرتبه نامزدی جایزه گلدن گلوب داده که در دو مورد برنده شده‌است." |       |
| ۲۰۱۷ | Meryl Streep in 2016                           | مریل استریپ       | ایالات متحده آمریکا | "۸ جایزه گلدن گلوب و ۲۹ نامزدی، مریل استریپ را به یک چهرهٔ برجستهٔ در هنرهای نمایشی تبدیل کرده‌است." |       |
| ۲۰۱۸ | Oprah Winfrey in 2014                          | اپرا وینفری       | ایالات متحده آمریکا | "بازیگر تحسین شده، تهیه کننده، ستاره تلویزیونی، کارآفرین و بشر دوست؛ اپرا وینفری برای بازی در فیلم رنگ ارغوانی نامزد جایزه گلدن گلوب نیز شد." |       |
| ۲۰۱۹ |                                                | جف بریجز          | ایالات متحده آمریکا | |       |
| ۲۰۲۰ |                                                | تام هنکس          | ایالات متحده آمریکا | |       |
| ۲۰۲۱ | Jane Fonda in 2015                             | جین فوندا         | ایالات متحده آمریکا | |       |
| ۲۰۲۲ | اهدا نشده‌است.                                  | اهدا نشده‌است.     | اهدا نشده‌است.       | اهدا نشده‌است. | [ ۱ ] |
| ۲۰۲۳ |                                                | ادی مورفی         | ایالات متحده آمریکا | | [ ۲ ] |

## آمار و ارقام
| کشور                | برندگان |
| ------------------- | ------- |
| ایالات متحده آمریکا | ۵۸      |
| بریتانیا            | ۷       |
| ایتالیا             | ۱       |
| مکزیک               | ۱       |
| باهاما              | ۱       |
| لهستان              | ۱       |
| فرانسه              | ۱       |
| کانادا              | ۱       |
| دانمارک             | ۱       |